# Guillermo Faura Gaig
Guillermo Faura Gaig (Tarma, Perú, 30 de mayo de 1918 - Lima, Perú, 11 de febrero de 2004) fue un marino, político e historiador peruano.

## Biografía
Guillermo Faura Gaig nació en Tarma, el 30 de mayo de 1918, siendo hijo de Salvador Faura Bedoya y Mercedes Gaig. Estudio en el Colegio de la Inmaculada de los padres Jesuitas, terminando sus estudios secundarios en 1938. Estuvo en la misma promoción de la cual también fue miembro el presidente del Perú, Francisco Morales Bermúdez.
Se formó como oficial de la Armada peruana en la Escuela Naval del Perú. Egresó, en 1941, como alférez de fragata. Ese mismo año, participó en la guerra peruano-ecuatoriana. En 1948, ascendió al grado de teniente primero, especializándose en radiocomunicaciones y el descifrado de códigos crípticos militares y diplomáticos.
En 1958 el entonces Capitán de Fragata Guillermo S. Faura Gaig fue condecorado con la "Orden al Mérito por Servicios Distinguidos" reconocimiento logrado por los trabajos como criptólogo. Luego el 17 de julio de 1964 siendo ya Capitán de Navío recibe la Orden "Del Sol del Perú".
Fue nombrado comandante de la flotilla antisubmarina (1968) y de destructores (1969), director de la Escuela Superior de Guerra Naval (1972-1973) y comandante general y ministro de Marina (1975).
Entre 1972 y 1974, Faura integró la delegación peruana a las conferencias de la ONU sobre Derecho del Mar, que culminaron con la Convención de Mar en 1982. Su jefe diplomático era el embajador Juan Miguel Bákula Patiño.
En 1975, fue nombrado Ministro de Guerra y Marina, durante el gobierno del general Juan Velasco Alvarado. Tras algunos meses en el cargo ministerial se vio obligado a renunciar por el rechazo que despertó entre los altos mandos de la Marina de Guerra peruana, que llegaron a organizar un motín el 25 de junio.
Tras su retiro, obtiene en 1988, el bachillerato en Humanidades en la Universidad Católica del Perú, por su tesis "Negociaciones diplomáticas entre el Perú y Chile (1884-1901)".
Falleció el 11 de febrero de 2004, en Lima.

## Obras
- "Ríos de la Amazonía peruana" (1964).
- "El Mar peruano y sus límites" (1977), siendo su obra más importante.
- "La mediterraneidad de Bolivia" (inconclusa).

## Importancia
El historiador peruano Antonio Zapata destaca el papel pionero del vicealmirante Guillermo Faura respecto a los planteamientos que el Perú sustentó ante La Haya.[cita requerida]

El 30 de enero de 2014, el Congreso de la República del Perú publicó una orden del día, en el que reconocía la labor de Guillermo Faura Gaig.

[...] 

EL CONGRESO DE LA REPÚBLICA,
ACUERDA:
PRIMERO.- RECONOCER al Vicealmirante AP GUILLERMO FAURA GAIG, como el ilustre peruano que mediante su libro, "El Mar Peruano y sus Límites" publicado el 30 de mayo de 1977, quien dio inicio a la posición peruana contenida en su demanda contra el gobierno chileno ante la Corte Internacional de la Haya, cuyo fallo del 27 de enero de 2014 pone fin en sentencia inapelable al conflicto fronterizo entre Perú y Chile.
[...]

Congreso de la República del Perú